# Georges Périnal
Georges Périnal (ur. 1897 w Paryżu, zm. 23 kwietnia 1965 w Londynie) – francuski operator filmowy.

## Kariera
W czasie swojej długoletniej kariery filmowej pracował z powodzeniem we Francji, USA i Wielkiej Brytanii. Współpracował z takimi reżyserami, jak m.in. Jean Grémillon, René Clair, Jean Cocteau, Michael Powell, Charles Chaplin czy Otto Preminger. 

## Nagrody
Laureat Oscara za najlepsze zdjęcia do filmu Złodziej z Bagdadu (1940). Rok wcześniej był nominowany do tej nagrody za film Cztery pióra (1939).

## Filmografia
Jako operator filmowy, w trakcie 35-letniej aktywności zawodowej, uczestniczył w realizacji 82 seriali i filmów krótko- i pełnometrażowych.

### Krótkometrażowe
- 1924:
  - Les parfums
  - La fabrication du ciment artificiel
  - L'étirage des ampoules électriques
- 1926: Au pays de George Sand (dokumentalny)
- 1928:
  - La zone (dokumentalny: czas – 28')
  - La tour (dokumentalny: 14')
- 1942: Our Film (wojenny: 14')
- 1943: It's Just the Way It Is (obyczajowy: 11')

### Fabularne
- 1925:
  - La justicière
  - L'électrification da la ligne Paris-Vierzon
  - L'éducation professionelle des conducteurs de tramway
- 1926:
  - Wieża nad morzem
- 1927: Six et demi onze (obyczajowy: czas – 84')
- 1928: Maldone (dramat: 102')
- 1929:
  - Nowi panowie (komedia: 135')
  - Ces dames aux chapeaux verts (komedia)
  - Latarnicy (obyczajowy: 82')
- 1930:
  - Pod dachami Paryża (musical: 96')
  - Krew poety (fantasy: 55')
- 1931:
  - Mon ami Victor (komedia: 109')
  - Milion (musical: 91')
  - Jean de la Lune (komedia: 85')
  - David Golder (obyczajowy: 86')
  - Le parfum de la dame en noi (kryminał: 109')
  - Niech żyje wolność (musical: 104')
- 1932:
  - La petite chocolatière (komedia: 80')
  - La femme en homme (komedia)
  - Daïnah la métisse (obyczajowy: 51')
  - Le picador (dramat: 91')
  - Hôtel des étudiants (obyczajowy)
  - Pomme d'amour (musical: 87')
- 1933:
  - 14 lipca (komedia: 86')
  - Dama od Maksyma (komedia: 109')
  - Prywatne życie Henryka VIII (biograficzny: 97')
  - The Girl from Maxim's (musical: 79')
  - Une vie perdue (obyczajowy)
- 1934:
  - The Rise of Catherine the Great (biograficzny: 95')
  - Prywatne życie Don Juana (komedia: 89')
- 1935:
  - Nie odchodź ode mnie (obyczajowy: 95')
  - Sanders of the River (przygodowy: 98')
- 1936:
  - Rok 2000 (SF: 100')
  - Rembrandt (biograficzny: 85')
- 1937:
  - Dark Journey (dreszczowiec: 77')
  - Under the Red Robe (przygodowy: 80')
  - The Squeaker (kryminał: 77')
  - Ja, Klaudiusz (historyczny)
- 1938:
  - The Drum (przygodowy: 104')
  - Wyzwanie (historyczny: 76')
  - Prison Without Bars (kryminał: 72')
- 1939: Cztery pióra (przygodowy: 129')
- 1941:
  - Old Bill and Son (komedia: 96')
  - Niebezpieczne światło księżyca (dramat wojenny: 94')
- 1942: The First of the Few (biograficzny: 118')
- 1943: Życie i śmierć pułkownika Blimpa (wojenny: 163')
- 1945: Zupełnie obcy (melodramat: 102')
- 1947:
  - A Man About the House (obyczajowy: 99')
  - Mąż idealny (komedia: 96')
- 1948: Stracone złudzenia (dreszczowiec: 95')
- 1949:
  - Britannia Mews (melodramat: 90')
  - That Dangerous Age (obyczajowy: 98')
- 1950:
  - My Daughter Joy (obyczajowy: 81')
  - The Mudlark (obyczajowy: 99')
  - El señorito Octavio (75')
- 1951;
  - Nie ma autostrad w chmurach (katastroficzny: 99')
  - The House in the Square (fantasy: 90')
- 1953: Muchachas de Bagdad (komedia: 95')
- 1955:
  - The Man Who Loved Redheads (komedia: 100')
  - Three Cases of Murder (kryminał: 99')
  - The Woman for Joe (obyczajowy: 91')
  - Kochanek lady Chatterley (melodramat: 101')
- 1956:
  - La herida luminosa (obyczajowy: 85')
  - Satellite in the Sky (SF: 85')
  - Loser Takes All (komedia: 88')
- 1957:
  - Święta Joanna (biograficzny: 110')
  - Król w Nowym Jorku (komediodramat: 110')
- 1958:
  - Witaj smutku (melodramat: 94')
  - Tomcio Paluch (familijny: 98')
- 1959:
  - Luna de miel (muzyczny: 109')
  - Serious Charge (dramat: 87')
- 1960:
  - Once More, with Feeling! (komedia: 92')
  - Dzień, w którym obrabowano Bank Anglii (kryminał: 85')
  - Oscar Wilde (biograficzny: 98')